# Horta de Sant Joan
Horta de Sant Joan település Spanyolországban, Tarragona tartományban. Horta de Sant Joan Caseres, Bot, Tarragona, Prat de Comte, Paüls, Alfara de Carles, Arnes, Terra Alta, Lledó és Arens de Lledó községekkel határos. Lakosainak száma 1157 fő (2024).

## Népesség
A település népessége az elmúlt években az alábbi módon változott:
| Lakosok száma | 460  | 2498 | 2086 | 1804 | 1355 | 1241 | 1307 | 1219 | 1149 | 1157 |
|               | 1717 | 1900 | 1940 | 1960 | 1986 | 2005 | 2010 | 2014 | 2019 | 2024 |